# مورن ۱۰۳۷۲
سیارک ۱۰۳۷۲ (به انگلیسی: 10372 Moran، نامگذاری:1995FO10) ده هزار و سیصد و هفتاد و دومین سیارک کشف شده‌است که در ۲۶ مارس ۱۹۹۵ کشف شد.
قدر مطلق سیارک برابر ۱۲٫۸۰ است.